# هوغو فيلوسو أوليفيرا سيلفا
هوغو فيلوسو أوليفيرا سيلفا هو لاعب كرة قدم برازيلي في مركز الوسط، ولد في 25 مايو 1984 في باسوس دي كالداس في البرازيل. لعب مع نادي كروزيرو.